# سیارک ۱۴۵۹۸
سیارک ۱۴۵۹۸ (به انگلیسی: 14598 Larrysmith، نامگذاری:1998SU60) چهارده هزار و پانصد و نود و هشتمین سیارک کشف شده‌است که در ۱۷ سپتامبر ۱۹۹۸ کشف شد.
قدر مطلق سیارک برابر ۱۱.۲ است.